# Parallactis homomorpha
Parallactis homomorpha is een vlinder uit de familie van de dominomotten (Autostichidae). De wetenschappelijke naam van de soort is voor het eerst geldig gepubliceerd door Meyrick.